# Pandémie de Covid-19 au Guyana
La pandémie de Covid-19 au Guyana démarre officiellement le 11 mars 2020. À la date du 25 octobre 2022, le bilan est de 1 281 morts.

## Chronologie
Le premier cas de Covid-19 au Guyana et de décès dû à cette maladie est signalé le 11 mars 2020. Il s'agit d'une femme d'une cinquantaine d'années, revenue quelques jours avant de New York, et qui souffrait également de diabète et d'hypotension artérielle.

## Statistiques

Nombre de cas au Guyana depuis le début de l'épidémie.

Nombre de morts au Guyana depuis le début de l'épidémie.